# 日本歯科色彩学会
日本歯科色彩学会（にほんしかしきさいがっかい、英: Japan Academy of Color for Dentistry;JACD）とは、歯科における色彩についての学問を取り扱う専門学術団体の一つである。

## 概要
1993年に日本歯科色彩研究会として設立、1996年に日本歯科色彩学会となる。会員数300名。2015年現在会長は堀田正人。

## 総会
- 年1回

## 本部事務局
- 501-0296 　岐阜県瑞穂市穂積1851　朝日大学歯学部口腔機能修復学講座歯科保存学分野歯冠修復学

設立当初は東京都千代田区神田駿河台2-1 廣瀬御茶ノ水ビル4F クインテッセンス出版内に置かれていた。その後、2001年に埼玉県坂戸市けやき台1-1 明海大学歯学部保存修復学講座に移転した。2015年4月より朝日大学歯学部口腔機能修復学講座歯科保存学分野歯冠修復学に移転した。

## 機関誌
- 『歯の色彩』

## 専門認定
- 日本歯科色彩学会認定士

## 大会等
| 年     | 月日         | 名称                                      | 大会長         | 会場                   | テーマ                                 | 参加者数 | 備考   |
| ------ | ------------ | ----------------------------------------- | -------------- | ---------------------- | -------------------------------------- | -------- | ------ |
| 1993年 | 11月14日     | 設立総会                                  |                | 昭和大学               |                                        |          | [ 3 ]  |
| 1995年 | 1月22日      | 第2回日本歯科色彩研究会総会並びに学術大会 | 腰原好         | 東京歯科大学水道橋病院 |                                        |          | [ 5 ]  |
| 1996年 | 1月21日      | 第3回日本歯科色彩研究会総会並びに学術大会 | 潤田和好       | 奥羽大学               |                                        |          | [ 6 ]  |
| 1996年 | 9月8日       | 第4回日本歯科色彩学会総会並びに学術大会   | 片山伊九右衛門 | 日本歯科大学           |                                        |          | [ 7 ]  |
| 1997年 | 9月7日       | 第5回日本歯科色彩学会総会並びに学術大会   | 橋口綽徳       | 松本歯科大学           |                                        |          | [ 8 ]  |
| 1998年 | 7月4日-5日   | 第6回日本歯科色彩学会総会並びに学術大会   | 河野篤         | 鶴見大学               |                                        |          | [ 9 ]  |
| 1999年 | 7月11日      | 第7回日本歯科色彩学会総会並びに学術大会   | 桑田正博       | 東京医科歯科大学       |                                        |          | [ 10 ] |
| 2000年 | 7月8日-9日   | 第8回日本歯科色彩学会総会・学術大会       | 加藤喜郎       | 日本歯科大学新潟歯学部 | 新世紀歯科医学・医療を支える歯科色彩学 |          | [ 11 ] |
| 2001年 | 7月14日-15日 | 第9回日本歯科色彩学会総会・学術大会       | 宮崎隆         | 昭和大学               | 健康と色                               | 約80名   | [ 4 ]  |
| 2015年 | 7月25日-26日 | 第23回日本歯科色彩学会総会・学術大会      | 堀田正人       | 朝日大学               | より自然な(歯冠)色への追及             | 約80名   | [ 4 ]  |

## 加盟団体
- 日本歯学系学会協議会

## 関連事項
- 歯学／歯科／保存修復学／審美歯科学
- 日本歯科保存学会／日本歯科審美学会
- 学会の一覧／研究会
- 橋口綽徳（初代会長）、片山伊九右衛門（二代会長）